# Presa de Enciso

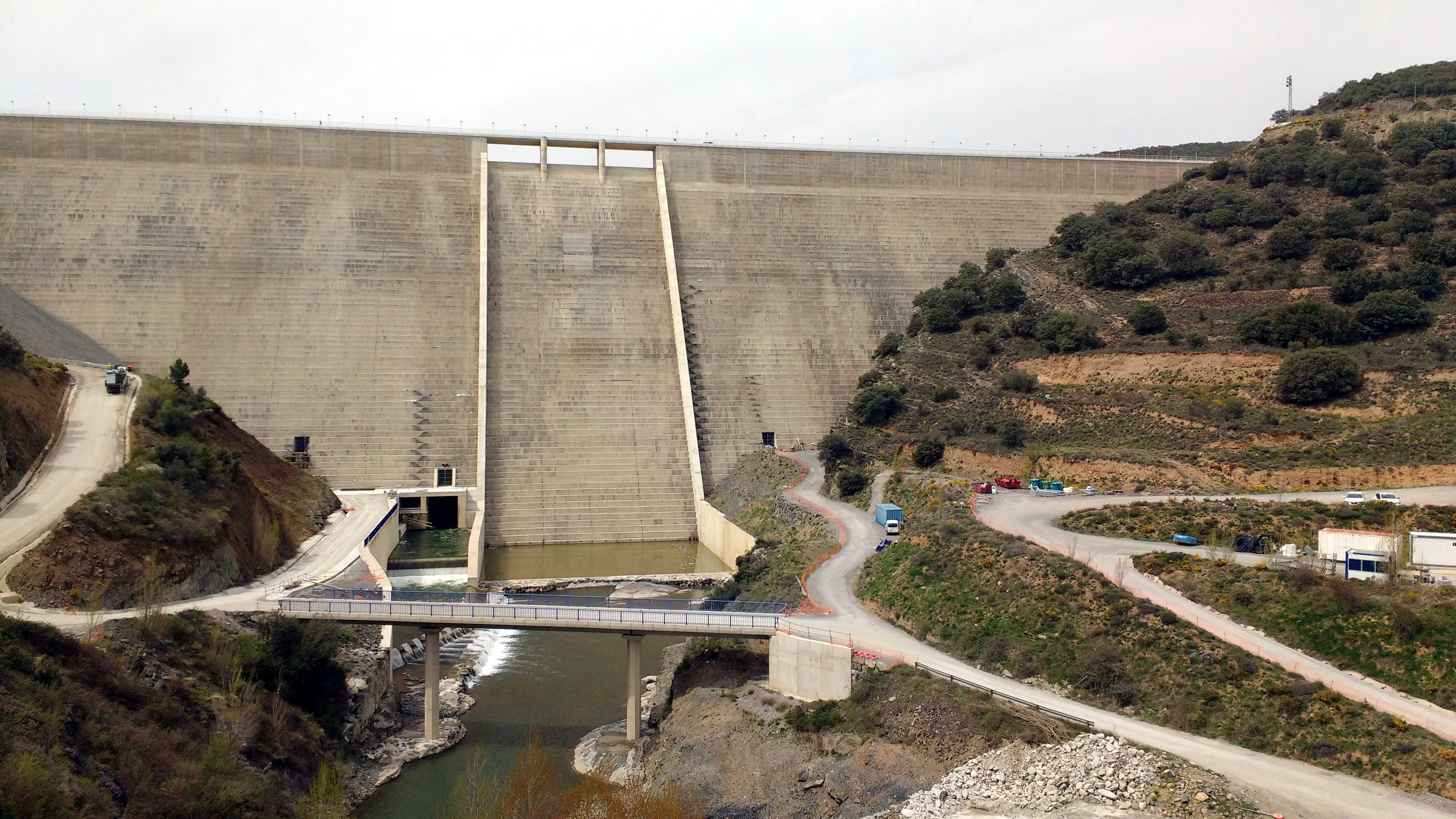
Presa con el muro terminado visto desde Enciso en 2018

La presa de Enciso es una obra hidráulica actualmente en proceso de vaciado, en el municipio de Enciso (La Rioja, España).
Se trata de una presa de gravedad construida en hormigón compactado con rodillos (HCR) en la cuenca alta del río Cidacos. Su construcción fue adjudicada a la UTE Presa de Enciso, formada por FCC y ACS/Dragados. La pared tiene una altura proyectada de 104,15 metros desde los cimientos (94,5 m sobre el cauce), y de 375 metros de largo en su parte más alta (coronación), previéndose el uso de  692 000 m³ de hormigón. Una vez completada, el embalse permitirá la regulación y el abastecimiento de agua a los municipios del Cidacos, teniendo una capacidad de almacenamiento de 47 hm³.
La presa, después de diversos parones y retrasos, fue inaugurada en enero de 2019.